# Liechtenstein ai XXI Giochi olimpici invernali
Il Liechtenstein ha partecipato ai XXI Giochi olimpici invernali di Vancouver, che si sono svolti dal 12 al 28 febbraio 2010, con una delegazione di 7 atleti.

## Bob
| Gara               | Equipaggio                   | Manche 1 | Manche 2    | Manche 3 | Manche 4 | Totale | Posizione |
| ------------------ | ---------------------------- | -------- | ----------- | -------- | -------- | ------ | --------- |
| Bob a due maschile | Michael Klingler Thomas Dürr | 56"18    | non partiti |          |          |        | -         |

L'equipaggio del bob a quattro, formato da Michael Klingler, Jürgen Berginz, Thomas Dürr, Richard Wunder, pur qualificato, non ha preso parte alla gara perché il pilota, Michael Klingler, non poteva gareggiare dopo una commozione cerebrale subita durante la gara di bob a due.

## Sci alpino
| Gara    | Atleta       | 1° manche  | 2° manche  | Tempo totale | Posizione  |
| ------- | ------------ | ---------- | ---------- | ------------ | ---------- |
| Super-g | Marco Büchel | non finito | non finito | non finito   | non finito |
| Discesa | Marco Büchel | 1'54"84    | 1'54"84    | 1'54"84      | 8          |

| Gara   | Atleta      | 1° manche | 2° manche | Tempo totale | Posizione |
| ------ | ----------- | --------- | --------- | ------------ | --------- |
| Slalom | Marina Nigg | 53"78     | 53"05     | 1'46"83      | 22        |